# Wspólna polityka bezpieczeństwa i obrony
Wspólna polityka bezpieczeństwa i obrony (WPBiO), (ang. Common Security and Defence Policy (CSDP); przed wejściem w życie traktatu lizbońskiego pod nazwą Europejska polityka bezpieczeństwa i obrony (EPBiO) – ang. European Security and Defence Policy (ESDP)) – układ wojskowy stanowiący integralną część wspólnej polityki zagranicznej i bezpieczeństwa, zapewniający Unii Europejskiej zdolność operacyjną opartą na środkach cywilnych i wojskowych. Obejmuje stopniowe określanie wspólnej polityki obronnej Unii i może w przyszłości doprowadzić do stworzenia wspólnej obrony, jeśli Rada Europejska, stanowiąc jednomyślnie, tak zdecyduje.

## Wspólna polityka bezpieczeństwa w latach 90.
Na mocy traktatu z Maastricht polityka obronna UE miała być wykonywana przez Unię Zachodnioeuropejską. Na początku lat 90. XX w. rozpoczęto prace mające na celu ustanowienie wspólnej polityki obronnościowej. 19 czerwca 1992 roku Rada Ministerialna UZE zadecydowała o utworzeniu europejskich sił zbrojnych o nazwie Forces Answerable to WEU (FAWEU), które miały służyć wspólnej obronie w razie zaistnienia potrzeby oraz prowadzeniu misji petersberskich. Skład sił został ustalony 19 maja 1993 roku w Rzymie i zatwierdzony 22 listopada 1993 roku przez UZE. Wojska te składały się z ponad 2000 jednostek i mogły być używane także przez NATO. Ich realne wykorzystanie było jednak niewielkie: w latach 1992-1995 siły morskie nadzorowały wody Adriatyku, egzekwując embargo na dostawy broni do byłej Jugosławii i sankcje ekonomiczne przeciwko Federacyjnej Republice Jugosławii; w latach 1993-2001 prowadzono operacje policyjne kolejno: na Dunaju, w Mostarze, i w Albanii; w latach 1998-1999 prowadzono obserwacje stanu bezpieczeństwa w Kosowie, a w latach 1999-2001 rozminowywano pola w Chorwacji. Traktat amsterdamski, mimo zmian, nie usprawnił znacząco funkcjonowania polityki obronnej UE. Ustanowił Wysokiego przedstawiciela ds. WPZiB i Komórkę Planowania i Wczesnego Ostrzegania, zawarł w Traktacie o Unii Europejskiej postanowienie o stopniowym określaniu wspólnej polityki obronnej, by podnieść znaczenie UE oraz ustanowił misje petersberskie. Unii wciąż jednak brakowało spójności do skuteczności działań operacyjnych.
W październiku 1998 roku na szczycie UE w Pörtschach premier Wielkiej Brytanii, Tony Blair, zaproponował zmianę obecnego kształtu WPZiB poprzez m.in. ustanowienie europejskiej zdolności obronnej, by można prowadzić wspólne operacje wojskowe. Kilka tygodni później odbył się szczyt Wielkiej Brytanii i Francji, podczas którego przywódcy obu państw wydali deklarację podkreślającą konieczność niezależnych działań UE w oparciu o solidne siły zbrojne przy jednoczesnym liczeniu się z rolą NATO.
W 1996 roku Niemcy zaproponowały włączenie UZE do UE, a w 1999 roku. podczas przewodnictwa obu tych organizacjach włączyły do swojego programu rozważania nad europejską polityką obronną. Francja wówczas popierała niemieckie propozycje, jednak w opozycji stała Wielka Brytania, która nie chciała włączać UZE do UE, lecz ustanowić w ramach NATO specjalny europejski filar, będący do dyspozycji UE.
Na spotkaniu Radu Europejskiej w Kolonii w dniach 3-4 czerwca 1999 roku przywódcy państw UE przyjęli deklarację o umacnianiu wspólnej europejskiej polityki w dziedzinie bezpieczeństwa i obrony, w której oświadczono, że UE musi móc w pełni decydować o prowadzeniu operacji zapobiegania konfliktom i zarządzania kryzysowego, dlatego powinna dysponować swoimi siłami, które będą działać niezależnie od NATO. UE miała przejąć od UZE funkcje operacyjne, m.in. misje petersberskie, jednak również potwierdzono rolę NATO jako najważniejszego elementu wspólnej obrony.

## Ustanowienie wspólnej polityki bezpieczeństwa i obrony
W dniach 10-11 grudnia 1999 roku w Helsinkach odbył się kolejny szczyt Rady Europejskiej, na którym oficjalnie ogłoszono ustanowienie Europejskiej Polityki Bezpieczeństwa i Obrony. Jej celami stały się przede wszystkim zwiększenie zdolności UE do prowadzenia samodzielnych działań operacyjnych i podejmowania decyzji w razie zaistnienia kryzysu. Chociaż postanowienia te miały na celu uniezależnienie się od tego, czy NATO podejmuje decyzję w danej sprawie, Sojusz Północnoatlantycki pozostał podstawą wspólnej obronności. Zadeklarowano zwiększenie współpracy z NATO, lepsze wykorzystanie potencjału, jakim UE dysponuje i zwiększenie szybkości reakcji na kryzysy. By móc lepiej realizować misje petersberskie, proklamowano tzw. Europejski Cel Operacyjny/Zasadniczy. Zakładał on, że do końca 2003 roku. zostanie utworzony korpus liczący 50-60 tysięcy żołnierzy, który będzie zdolny w ciągu 60 dni przeprowadzić dowolną misję petersberską, trwającą przynajmniej rok. Wojska te miały obejmować siły lądowe, morskie i lotnicze. Podczas realizacji celu powstały trudności, które sprawiły, że trzeba było wydłużyć docelowy termin i 18 czerwca 2004 roku zastąpiono stary cel Celem Operacyjnym 2010.
Podczas spotkania ministrów obrony UE w Sintrze 28 lutego 2000 roku postanowiono, że wspólne siły zbrojne będą wykorzystywane na większą skalę do prowadzenia operacji w Europie i na jej obrzeżach, a w mniejszych ilościach na całym świecie.
Ostateczna wersja Raportu prezydencji na temat Wspólnej Europejskiej Polityki Bezpieczeństwa i Obrony została wraz z dokumentami towarzyszący przyjęta na spotkaniu Rady Europejskiej w Feira 19-20 czerwca 2000 roku. Wówczas określono również zasady, na jakich pozaunijne państwa NATO i kandydaci do UE będą mogli współdziałać w misjach UE.

## Europejska strategia bezpieczeństwa
12 grudnia 2003 roku na posiedzeniu w Brukseli Rada Europejska przyjęła dokument określający wspólną strategię bezpieczeństwa o nazwie Bezpieczna Europa w lepszym świecie: europejska strategia bezpieczeństwa. Określał on strategiczne cele dla UE:
- zapobieganie długofalowym zagrożeniom, w pierwszej kolejności działając poza granicami Europy przy użyciu nie tylko militarnych środków
- dbanie o bezpieczeństwo w sąsiedztwie UE poprzez rozwój Wspólnoty i integrację kolejnych państw oraz współpracę z USA, Rosją, NATO, państwami śródziemnomorskimi, bałkańskimi i kaukaskimi
- umacnianie już istniejących systemów bezpieczeństwa międzynarodowego, w szczególności w ramach ONZ, NATO, OBWE i Rady Europy, ponadto także m.in. WHO i Międzynarodowego Trybunału Karnego

Strategia bezpieczeństwa formułuje także wnioski dla przyszłych działań UE i zapowiada, co Wspólnota zamierza dokonać, by realizować ustalone cele:
- zwiększać aktywność, by wykorzystać cały swój potencjał dla lepszego oddziaływania dla światową politykę przez działania polityczne, handlowe, dyplomatyczne, wojskowe, cywilne i prorozwojowe
- kontynuować już istniejące systemów i działań na rzecz bezpieczeństwa, zwłaszcza poprzez rozwój własnych zasobów i współpracy z NATO (formuła Berlin Plus), budując z nim partnerstwo strategiczne
- zwiększać spójność między instrumentami Unii oraz między nimi a polityką poszczególnych państw członkowskich
- współpracować z partnerami na świecie, w szczególności w zakresie budowania partnerstwa strategicznego z USA, a także z Japonią, Chinami, Indiami i Kanadą[5].

## Organy
Pierwszą próbę instytucjonalizacji WPBiO podjęto w dniach 14-15 lutego 2000 roku, gdy Rada do Spraw Ogólnych podjęła decyzję o ustanowieniu tymczasowych organów: Komitetu Politycznego i Bezpieczeństwa oraz Struktury Wojskowej, a także o przydzieleniu z państw członkowskich grupy ekspertów, którzy mieli pracować dla Sekretariatu Generalnego Rady. Następnie 22 maja ustanowiono również stały Komitet do spraw Cywilnych Aspektów Zarządzania Kryzysowego (CivCom). Na szczycie w Nicei w grudniu 2000 roku Rada Europejska ustaliła wytyczne, na podstawie których 22 stycznia 2001 roku tymczasowe organy przekształcono w Komitet Polityczny i Bezpieczeństwa, Komitet Wojskowy Unii Europejskiej (EUMC), Sztab Wojskowy Unii Europejskiej (EUMS) i Komórka Policyjna.
Praktyka funkcjonowania WPBiO, w szczególności misji petersberskich, ukazała potrzebę utworzenia dodatkowych instytucji. Obok istniejących wcześniej agencji WPBiO przejętych po UZE (Centrum Satelitarnego Unii Europejskiej i Instytutu Unii Europejskiej Studiów nad Bezpieczeństwem), 12 lipca 2004 roku ustanowiono kolejną, Europejską Agencję Obrony, której celem jest rozwój przemysłu obronnego UE i dbanie o wyposażenie sił szybkiego reagowania w odpowiednią broń. Został powołany także odpowiedni instrument finansowy, Europejski Fundusz Obronny. W styczniu 2005 roku rozpoczęto tworzenie Komórki Cywilno-Wojskowej, posiadającej możliwość tworzenia Centrów Operacyjnych. 3 listopada 2005 roku ustanowiono Stały Zespół Łącznikowy NATO przy Sztabie Wojskowym UE, a 1 marca 2006 roku utworzono zaś Komórkę Planistyczną Unii Europejskiej, znajdującą się w Kwaterze Głównej NATO. By móc lepiej przygotowywać się do operacji zarządzania kryzysowego, UE 18 lipca 2005 roku. utworzyła Europejskie Kolegium Bezpieczeństwa i Obrony, które jest złożone z współpracujących ze sobą krajowych instytucji państw członkowskich UE.

## Zasoby i zdolności UE w ramach WPBiO

### Wojskowe
W ramach realizacji Europejskiego Celu Operacyjnego, UE rozpoczęła tworzenie europejskich sił szybkiego reagowania. Ich struktura opiera się na związku niezależnych jednostek narodowych armii, nie stanowią one jednolitej formacji. W latach 2000–2004 w Brukseli odbyły się 4 konferencje planistyczne poświęcone rozbudowie europejskich zdolności obronnych:
- I (Capabilities Commitment Conference) 20-21 listopada 2000 roku
- II (Capabilities Improvement Conference) 19 listopada 2001 roku
- III (Capability Conference) 19 maja 2003 roku
- IV (Military Capabilities Commitment Conference) 22 listopada 2004 roku

Państwa członkowskie zadeklarowały na nich udziały, jakie wniosą w tworzenie wspólnych sił.
Po raz pierwszy częściową zdolność do działań operacyjnych Unia osiągnęła pod koniec 2001 roku, o czym Rada Europejska poinformowała na spotkaniu w Laeken 15 grudnia. W maju 2002 roku przeprowadzono pierwsze ćwiczenia sztabowe (CME 02), a w listopadzie 2003 roku pierwsze wspólne manewry (CME/CMX 03). Ponadto do wiosny 2003 roku zostały wypracowane zasady koncepcyjne m.in. działania wojskowego planowania strategicznego, procedury reagowania kryzysowego czy program ćwiczeń wojskowych. Ustalono także szczegółowe procedury odnośnie do m.in. współpracy cywilno-wojskowej, logistyki i zasad używania siły. W maju 2003 roku Rada UE przyjęła projekt ćwiczeń wspólnych wojskowych na lata 2004-2008, informując o nim NATO, a w czerwcu 2004 roku zatwierdzono dokument współpracy z ONZ w prowadzeniu wojskowych operacji zarządzania kryzysowego, będący wynikiem wspólnej deklaracji obu organizacji z 24 września 2003 roku
Podczas drugiej konferencji planistycznej Holandia zaproponowała przyjęcie planu, który by skoordynował wszystkie inicjatywy i uzupełnił braki w poziomie dotychczasowych zdolności obronnych. Pomysł ten został zrealizowany w grudniu 2001 roku, gdy na szczycie w Laeken przyjęto Plan działania na rzecz europejskich zdolności obronnych (ECAP). W jego wyniku rozpoczęto wypełnianie niedoborów w siłach zbrojnych, rozpoczynając od marynarki wojennej i lotnictwa. W siłach lądowych, mimo stwierdzenia 20 braków, opracowano plany jedynie dla trzech, a dla wielu problemowych obszarów nie ustalono żadnej idei działania. Z tego powodu Unia, która do tamtej pory nie osiągnęła pełnej zdolności operacyjnej, nie mogła jeszcze przez jakiś czas samodzielnie prowadzić misji petersberskich wszystkich typów, pozostając zależna od NATO. By temu zaradzić pojawiła się propozycja, by wszystkie państwa powieliły dotychczasową holenderska praktykę, polegającą na oferowaniu możliwości udostępnienia dowolnych własnych jednostek na potrzeby wspólnych działań (tzw. skrzynka z narzędziami). Przed trzecią konferencją planistyczną panele robocze ds. likwidacji niedoborów w zasobach przedstawiły raporty ze swoich prac, co umożliwiło przejście do drugiego etapu prac nad ECAP. Na konferencji zostały utworzone grupy projektowe, którym powierzono realizację różnych zadań, m.in.: zakup sprzętu czy koordynacja współpracy. Wówczas oświadczono także, że Unia osiągnęła wreszcie pełną zdolność operacyjną i jest gotowa do prowadzenia misji petersberskich. Od tego czasu UE jest w stanie prowadzić misje humanitarne i ratownicze, choć jej zdolność w zakresie wprowadzania pokoju wciąż jest ograniczona.
Unia Europejska realizuje politykę obronną powoli i z licznymi oporami. Jedną z prób zmienienia tego podjęto w październiku 2003 roku w Rzymie, gdy podczas spotkania ministrów obrony państw UE ustalono rok 2010 jako punkt graniczny, do którego w znaczącym stopniu wypełni się braki w ECAP. Cel Operacyjny 2003 został zmieniony na Cel Operacyjny 2010 i przyjęty przez Radę UE 17 maja 2004 roku.
W maju 2003 roku podczas posiedzenia Rady UE zakończono pracę nad Koncepcją Szybkiej Odpowiedzi Militarnej UE. Ustalono potrzebę utworzenia sił szybkiego reagowania, mogących w ciągu najwyżej 5 dni rozpoczynać operacje. Podkreślono przy tym, że nie powinny one dublować kompetencji NATOwskich Sił Odpowiedzi, choć w praktyce może do tego dojść.
Kolejny pomysł zwiększenia zdolności wojskowych UE zgłosiły w lutym 2004 roku Francja, Niemcy i Wielka Brytania. Dotyczył on utworzenia Grup bojowych UE, które by służyły do prowadzenia misji petersberskich. Składają się one z maksymalnie 1500 żołnierzy i są zdolne do rozmieszczenia się w ciągu 5-10 dni od podjęcia decyzji o prowadzeniu operacji. Do początku 2007 roku osiągnęły one pełną zdolność operacyjną. Obecnie trwają prace nad nowymi rodzajami sił szybkiego reagowania, m.in. marynarki wojennej i lotnictwa.

### Cywilne
Cywilne zdolności UE do podejmowania działań operacyjnych są tworzone w oparciu o decyzje Rady Europejskiej, podjęte na spotkaniu w Feira w czerwcu 2000 roku Odnoszą się one do czterech dziedzin: policji, umacniania rządów prawa, umacniania administracji cywilnej i ochrony ludności. Największe znaczenie mają siły policyjne, mogące zostać wysyłane na misje. Na konferencji planistycznej 19 listopada 2001 roku w Brukseli zdecydowano, że będą one liczyć 5 tys. policjantów, którzy będą mogli być wysyłani od 2003 roku. W czerwcu 2004 roku przyjęto Plan działania na rzecz cywilnych aspektów EPBiO, który zawierał program działań, jakie Unia miała podejmować w celu realizacji swoich postanowień. W listopadzie 2004 roku, na drugiej konferencji planistycznej, ogłoszono dotychczasowe ich rezultaty. Na potrzeby misji udało się uzbierać prawie 12 tys. osób, z czego niemal połowę stanowili policjanci, co przekroczyło pierwotne założenia odnośnie do ilości personelu na misje. Mimo to zdolność do rozmieszczenia tych sił oraz ich przygotowanie są niskie i brakuje planów ich użycia.
17 grudnia 2004 roku Rada Europejska ustaliła Cywilny Cel Operacyjny 2008, który określił jakimi środkami Unia będzie dążyć do realizacji misji zarządzania kryzysowego w całym czasie ich trwania, jakimi zasadami będzie się kierować i do jakich będzie dążyć celów. Realizując jego postanowienia, UE do końca 2006 roku ustanowiła blisko 100-osobowy zespół ekspertów, mogących być wysłanych na misje w ciągu 5 dni. Ponadto Komórka Policyjna i państwa członkowskie ustaliły struktury jednostek policyjnych, które mają działać w terenie. Na ministerialnej konferencji planistycznej, która odbyła się 13 listopada 2006 roku w Brukseli wyznaczono kilka kwestii, na których poprawę UE powinna zwrócić szczególną uwagę. Dotyczyły one głównie braków w personelu sądowniczym i więziennym, policji i kontroli granicznej.
Inną formą realizacji cywilnego aspektu misji operacyjnych UE są Siły Żandarmerii Europejskiej, powołane na spotkaniu ministrów obrony w Noordwijk 17 września 2004 roku Zostały one założone przez Francję, Włochy, Hiszpanię, Portugalię i Holandię, a ich celem ma być stabilizowanie sytuacji po zakończeniu konfliktów. Mają one liczyć 800-900 osób (z możliwością powiększenia do 2300) i być w stanie rozmieścić się w ciągu 30 dni. Żandarmeria ta nie stanowi sił unijnych, jest jedynie formacją złożoną z żandarmów z wielu państw. Może być wykorzystywana także przez ONZ, NATO i OBWE, oficjalnie są to siły policyjne mające status wojskowy. Mają one strzec porządku po zakończeniu operacji działając pomiędzy kompetencjami wojska i policji.